# Eustachy Stanisław Sanguszko
El príncipe Eustachy Stanisław Sanguszko-Lubartowicz (28 de agosto de 1842 - 2 de abril de 1903) fue un noble (szlachcic) y político conservador polaco.

## Biografía
Se educó entre Polonia y París y estudió derecho en la Universidad Jaguelónica de 1862 a 1864. Simpatizó con los insurgentes del Levantamiento de Enero de 1863 y participó en reuniones en Goszcz. En abril de 1863 viajó hasta París en una valija secreta. Allí permaneció hasta el final del levantamiento. Desde 1873 hasta 1901 fue miembro del parlamento (Sejm) y desde el 14 de octubre de 1890 al 9 de febrero de 1895 Mariscal del Sejm en Galitzia. Fue miembro del Reichsrat y del Consejo de Estado de Austria desde el 27 de octubre de 1879. Sucesor de Kasimir Felix Badeni en el cargo de gobernador de Galitzia desde 1895 hasta 1898.

## Distinciones
- Gran Cordón de la Orden Leopoldo, concedido en 1894 (Wielka Wstega Orderu Leopolda)
- Orden del Toisón de Oro, concedida en 1898

## Familia
Fue tío materno del príncipe Władysław Leon Sapieha y pariente de la reina Matilde de Bélgica . 